# Solutions 30
Solutions 30 SE mit Sitz in Luxemburg ist ein international tätiges börsennotiertes Dienstleistungsunternehmen im Bereich IT- und Telekommunikation.

## Hintergrund
Das Unternehmen wurde im Jahr 2003 in Puteaux, Frankreich als Dienstleister im Bereich IT- und Telekommunikation von Gianbeppi Fortis unter dem Namen PC30 gegründet; das Unternehmen bietet dabei Installations- und Wartungsdienste überwiegend für gewerbliche Kunden an (Installation und Wartung von Netzen, sowie Ausbildung und Support, einschließlich von Dienstleistungen erbracht als Subunternehmer beim privaten Endkunden), sowie Installation und Wartung von Energieinfrastruktur (darunter Einbau und Ablesung intelligente Zähler und Stromabnahmesäule für Elektromobilität), IT-Dienstleistungen für den Einzelhandel (darunter Installation von Self-check-out Terminals und elektronischen Displaysystemen) sowie Sicherheitsdienstleistungen (Installation und Wartung von elektronischen Überwachungssystemen).
Im Dezember 2005 wurde das Unternehmen in Paris an die Börse im Segment Alternext gebracht; 2019 nahm es den Namen Solutions 30 an.

## Aktivitäten in Deutschland
Die Aktivitäten des Unternehmens werden in Deutschland durch die Solutions 30 Holding GmbH mit Sitz in Nürnberg gebündelt, welche eine Tochtergesellschaft der luxemburgischen Solutions 30 SE ist.
Solutions 30 Holding GmbH übernahm im Januar 2017 51 Prozent an der deutschen ABM Communication GmbH in Ludwigsburg darüber hinaus erhielt man die Option, innerhalb von vier Jahren die restlichen Anteile an der Gesellschaft zu übernehmen.
Im Juli 2017 wurde zudem die Connecting Cable GmbH in Emmerthal übernommen. Diese war zuvor für den Kabelnetzbetreiber Unitymedia tätig und eine Änderung des Firmennamens in Solutions 30 Field Services GmbH in Kerpen bekannt gegeben.
2018 wurden Anteile an der WorldLink GmbH aus Plauen übernommen, welche seit 2020 zu 100 % zur Solutions 30 Holding GmbH gehört.
Die Aktivitäten in Deutschland teilen sich auf folgende Unternehmen auf, welche vollständig zur deutschen Holding gehören:
- Solutions30 Field Services Süd GmbH, Nürnberg[11] (zuvor u. a. Vodafone Kabel Deutschland Field Services GmbH)
- Solutions 30 Field Services GmbH, Köln[12] (zuvor connecting cable GmbH) und hat am 31. Mai 2021 den Betrieb eingestellt.
- SOLUTIONS 30 GmbH, Ludwigsburg[13]
- Solutions 30 Operations GmbH, Weinheim[14] (zuvor ABM Communication GmbH)
- WorldLink GmbH, Plauen[9]

Unter dem Dach von Solutions 30 treten die Unternehmen als Dienstleister im Bereich Kabelfersehen- und internet für Vodafone Deutschland auf.

## Internationale Aktivitäten und Standorte
Das Unternehmen betreibt mehrere Tochterfirmen in Luxemburg und im europäischen In- und Ausland. So übernahm Solutions 30 im Oktober 2021 das britische Unternehmen Mono Consultants.

## Kritik
Im Dezember 2020 gab es Vorwürfe von Geldwäschegeschäfte mit einem luxemburgischen Treuhänder sowie gefälschten Bilanzen, die einen Kurssturz zur Folge hatte.